# Coupe d'Asie des vainqueurs de coupe de football 1993-1994
Navigation
Édition précédente Édition suivante
La Coupe d'Asie des vainqueurs de coupe 1993-1994 est la quatrième édition de la Coupe d'Asie des vainqueurs de coupe de football, compétition organisée par l'AFC. Elle oppose les vainqueurs des Coupes nationales des pays asiatiques lors de rencontres disputées en matchs aller-retour, à élimination directe. 
Cette saison voit le sacre du club saoudien d'Al-Qadisiya Al-Khubar qui bat les Hong-Kongais de South China AA. C'est le tout premier succès en Coupe d'Asie pour le club.

## Résultats

### Premier tour
| Équipe 1             | Résultat | Équipe 2                | Aller | Retour |
| -------------------- | -------- | ----------------------- | ----- | ------ |
| Al Wahda Club        | 2 - 4    | Al-Qadisiya Al-Khubar   | 1 - 0 | 1 - 4  |
| New Radiant          | 5 - 0    | Youth League Club       | 3 - 0 | 2 - 0  |
| Persepolis FC        | 2e - 2   | Al-Salmiya SC           | 0 - 1 | 2 - 1  |
| Al-Arabi Sports Club | -        | Al Nasr Dubaï forfait   | -     | -      |
| 'Yokohama MarinosT'  | 6 - 0    | Philippine Air Force FC | 5 - 0 | 1 - 0  |
| Cang Sai Gon         | -        | Sarawak FA forfait      | -     | -      |
| East Bengal Club     | 6 - 4    | Al-Zawra'a SC           | 6 - 2 | 0 - 2  |
| South China AA       | 2 - 1    | Dalian Shide            | 2 - 1 | 0 - 1  |

- Les clubs de Semen Padang (Indonésie) et de Mohammedan SC (Bangladesh) sont exempts et entrent directement au deuxième tour.

### Deuxième tour
| Équipe 1         | Résultat | Équipe 2       | Aller | Retour |
| ---------------- | -------- | -------------- | ----- | ------ |
| Mohammedan SC    | -        | New Radiant    | 8 - 0 | -      |
| East Bengal Club | 1 - 5    | South China AA | 0 - 1 | 1 - 4  |
| Semen Padang     | 2 - 1    | Cang Sai Gon   | 1 - 0 | 1 - 1  |

- Les clubs de Persepolis FC (Iran), de Yokohama Marinos (Japon), d'Al-Qadisiya Al-Khubar (Arabie saoudite) et d'Al-Arabi Sports Club (Qatar) sont exempts et accèdent aux quarts de finale.

### Quarts de finale
| Équipe 1              | Résultat | Équipe 2             | Aller | Retour |
| --------------------- | -------- | -------------------- | ----- | ------ |
| Al-Qadisiya Al-Khubar | -        | New Radiant forfait  | -     | -      |
| Persepolis FC         | 2 - 3    | Al-Arabi Sports Club | 1 - 1 | 1 - 2  |
| Semen Padang          | 2 - 12   | Yokohama Marinos'T'  | 2 - 1 | 0 - 11 |

- Le club de South China AA est exempt et accède directement aux demi-finales.

### Demi-finales
| Équipe 1             | Résultat | Équipe 2                  | Aller | Retour |
| -------------------- | -------- | ------------------------- | ----- | ------ |
| Al-Arabi Sports Club | 1 - 2    | Al-Qadisiya Al-Khubar     | 1 - 1 | 0 - 1  |
| South China AA       | -        | Yokohama MarinosT forfait | -     | -      |

### Finale
| Équipe 1       | Résultat | Équipe 2              | Aller | Retour |
| -------------- | -------- | --------------------- | ----- | ------ |
| South China AA | 2 - 6    | Al-Qadisiya Al-Khubar | 2 - 4 | 0 - 2  |